# Bella Abzug
Bella Savitsky Abzug właściwie Bella Savitsky (ur. 24 lipca 1920 w Nowym Jorku, zm. 31 marca 1998 tamże) – amerykańska feministka, polityczka i prawniczka, członkini Izby Reprezentantów wybrana w stanie Nowy Jork w latach 1971–1977 z ramienia Partii Demokratycznej, liderka ruchu kobiecego.

## Życiorys
Jej rodzice byli żydowskimi imigrantami z Rosji. Matka Estera Tanklefsky Savitsky była gospodynią domową, a ojciec Emmanuel Savitsky był rzeźnikiem i prowadził sklep. Urodziła się na nowojorskim Bronxie. Uczęszczała do lokalnych szkół, zanim wstąpiła do Hunter College na Manhattanie, gdzie brała udział w samorządzie studenckim i była aktywna w ruchu syjonistycznym. Po ukończeniu studiów w 1942 r. wstąpiła do Columbia University Law School, ale wkrótce porzuciła uczelnię i podjęła pracę w stoczni w czasie wojny. W 1944 r. poślubiła Martina Triggera, pisarza, który później został maklerem giełdowym; para miała dwie córki. Abzug wróciła do Columbia University Law School i pracowała tam jako redaktor Columbia Law Review, zanim uzyskała licencjat w zakresie prawa w 1947 roku.

## Działalność
W 1971 Abzug wraz z innymi liderkami feministycznymi, Glorią Steinem i Betty Friedan, założyła Narodowe Kobiece Zrzeszenie Polityczne – amerykańską apartyjną organizację, której celem jest rekrutacja, szkolenie i wspieranie kobiet chcących objąć stanowiska publiczne obsadzane w wyniku wyborów lub nominacji. Jest autorką znanego stwierdzenia „Miejsce tej kobiety jest w izbie – Izbie Reprezentantów” (ang. This woman’s place is in the House – the House of Representatives), którego po raz pierwszy użyła podczas swej zakończonej sukcesem kampanii wyborczej do tego organu ustawodawczego w 1970 roku. Później została nominowana na stanowisko przewodniczącej Narodowej Komisji ds. Przestrzegania Postanowień Międzynarodowego Roku Kobiet. Abzug została także wyznaczona przez prezydenta Geralda Forda do zorganizowania Narodowej Konferencji Kobiet.